# Паркер, Николь
Николь Фрэнсис Паркер (англ. Nicole Frances Parker; род. 21 февраля 1978, Ирвайн, Калифорния) — американская актриса и певица. Наиболее известна по работам в скетч-комедии «MADtv». В настоящее время выступает в бродвейских постановках.

## Биография
Николь Паркер родилась в Ирвайне, штат Калифорния. Изучала театр и озвучивание в Индианском университете, где выступала в импровизациях. После окончания колледжа, Паркер выступила на Эдинбургском фестивале и в импровизационной комедии «The Second City» в Чикаго и Нидерландах. После Николь Паркер переезжает в Амстердам, где появилась в комедийном шоу группы «Boom Chicago».

## Карьера

### MADtv
В 2003 году Паркер присоединилась к 9 сезону скетч-шоу «MADtv». Она спародировала, в основном, звёзд поп-музыки, среди которых Бритни Спирс, Эшли Симпсон, Эми Литтл, Ким Кардашиан и другие. В 2008 году Николь покидает шоу, но появляется в финале «MADtv» в 2009 году.

### Бродвей
В 2004 году Паркер была номинирована на премию Джеффа за лучшую женскую роль в мюзиклах «Народ против Лоренцо» и «Человек, убивший Ромео и Джульетту». С июля 2006 по январь 2007 года Паркер играла в комедийном мюзикле «Мартин Шорт: Слава пришла ко мне».
В 2009 году Паркер сыграла роль Элфабы в бродвейской постановке «Злая». В 2011 году актриса сыграла главную роль в новом мюзикле «Люди на картинке», премьера которого состоялась в бывшем клубе Студия 54.

## Фильмография
- 2007: «Четыре года» — Стейси
- 2008: «Знакомство со спартанцами» — Бритни Спирс, Пола Абдул, Пэрис Хилтон и Эллен Дедженерес
- 2008: «Нереальный блокбастер» — Зачарованная принцесса, Джессика Симпсон и Эми Уайнхаус
- 2009: «Обветренный» — Веллингтон
- 2009: «Приколисты» — Дон